# سیارک ۱۰۰۲۹
سیارک ۱۰۰۲۹ (به انگلیسی: 10029 Hiramperkins، نامگذاری:1981QF) ده هزار و بیست و نهمین سیارک کشف شده‌است که در ۳۰ اوت ۱۹۸۱ کشف شد.
قدر مطلق سیارک برابر ۱۴٫۱۰ است.